# Vojenský ordinariát Austrálie
Vojenský ordinariát Austrálie je římskokatolický ordinariát.

## Území
Ordinariátním sídlem je město Canberra, kde se nachází hlavní chrám, katedrála svatého Pavla.

## Historie
Od roku 1913 byl jmenován generální kaplan pro vojenskou službu.
Dne 6. března 1969 byl bulou Summi pastoris papeže Pavla VI. zřízen vojenský vikariát. Dne 16. července 1970 byla apoštolským listem Caelitum Regina ustanovena patronkou vikariátu Panny Marie Pomocnice křesťanů.
Dne 21. dubna 1986 byl vikariát bulou Spirituali militum curae papeže Jana Pavla II. povýšen na vojenský ordinariát.

## Seznam vikářů a ordinářů
- Thomas Joseph Carr (1912–1917)
- Daniel Mannix (1917–1963)
- Thomas Absolem McCabe (1964–1969)
- John Aloysius Morgan (1969–1985)
- Geoffrey Francis Mayne (1985–2003)
- Max Leroy Davis (2003–2021)
  - Christopher Charles Prowse (od 2021) apoštolský administrátor